# Jalen Riley
Jalen Ross Riley (Racine, 6 marzo 1993) è un cestista statunitense.

## Palmarès

### Squadra
- Campionato lettone: 1

VEF Rīga: 2021-22
- Lega Lettone-Estone: 1

VEF Rīga: 2021-22
- Coppa di Lettonia: 1

VEF Riga: 2022

### Individuale
- MVP finali Lega Lettone-Estone: 1

VEF Rīga: 2021-22